# Brand (Schiff, 1898)
Die Brand war ein Torpedoboot 1. Klasse (norw.: Torpedobåt Kl. I) der norwegischen Marine, das von 1900 bis 1940 in der norwegischen Marine und von April 1940 bis Mai 1945 in der deutschen Kriegsmarine als Tarantel diente.

## Bau und Technische Daten
Die Brand war eines von drei Booten des Typs Storm, zu dem außerdem noch die Trods gehörte. Die drei Boote waren weithin baugleich mit den drei 1896 bei Schichau in Elbing für die norwegische Marine gebauten Booten des Typs Hval und den vier in den Jahren 1900 und 1901 ebenfalls in Norwegen gebauten Booten des Typs Laks.
Die Brand lief am 22. September 1898 bei der Marinens Hovedværft, der Carljohansværn Værft, in Horten vom Stapel und wurde im Jahre 1900 in Dienst gestellt. Das Boot war 40,0 m lang und 4,90 m breit. Es hatte vorn 1,10 m und achtern 2,10 m Tiefgang und verdrängte 80 t (standard) bzw. 107 t (maximal). Die Maschinenanlage bestand aus zwei Wasserrohrkesseln und einer Dreifach-Expansions-Dampfmaschine, deren 650 PS über eine Schraube eine Höchstgeschwindigkeit von 17,5 Knoten ermöglichten. Bis zu 17 t Kohle konnten gebunkert werden. Die Bewaffnung bestand aus zwei 3,7-cm-5-Rohr-Hotchkiss-Revolverkanonen und zwei 45-cm-Torpedorohren, eins zwischen den beiden Schornsteinen, eins auf dem Achterschiff. Die Besatzung zählte 23 Mann.

## Geschichte

### 1901–1940
Während der politischen Spannungen mit Schweden im Verlauf des norwegischen Lösungsprozesses aus der bisherigen Personalunion mit Schweden nach der Volksabstimmung vom 13. August 1905 mobilisierte Norwegen, wie auch Schweden, am 13. September seine Streitkräfte. Als im Herbst ein Krieg drohte, nahmen die Brand und die anderen neuen Torpedoboote an ausgedehnten Marinemanövern teil. Sechs von ihnen wurden dann im Oslofjord unter Führung des Zerstörers Valkyrjen stationiert, um dort einen befürchteten schwedischen Angriff von See auf Oslo und die militärischen und industriellen Installationen in Ostnorwegen im Zusammenwirken mit den vier Küstenpanzerschiffen abzuwehren; die anderen vier Torpedoboote 1. Klasse blieben vor Bergen.
Während des Ersten Weltkriegs diente die Brand, wie die anderen Schiffe der norwegischen Marine, zur Sicherung der norwegischen Neutralität und im Geleitdienst für Handelsschiffe in norwegischen Küstengewässern. Nach dem Ende des Kriegs war das Boot bis 1927 hauptsächlich damit befasst, Schmuggler aufzubringen, die während der norwegischen Prohibition Alkohol ins Land zu bringen versuchten.

### 1940–1945
Beim Beginn des Zweiten Weltkriegs gehörte die Brand, zusammen mit der Storm und der Sæl, zur in Bergen beheimateten und zum 2. Seeverteidigungsabschnitt gehörigen 4. Torpedobootsdivision, aber jedes Boot operierte verhältnismäßig unabhängig in dem ihm zugewiesenen Küstenabschnitt. Die Brand war in Fedje auf der gleichnamigen Insel nordwestlich von Bergen stationiert, die Storm im Krossfjord (südlich von Bergen und der Insel Sotra) bei Hummelsund (Kommune Øygarden), und die Sæl weiter südlich in Brandasund am Selbjørnsfjord. Als die deutsche Kriegsschiffgruppe 3 bei der Invasion Norwegens am 9. April 1940 Bergen besetzte, fiel der Kriegsmarine auch die gerade zu größeren Reparaturen im Hafen liegende Brand in die Hände.
Nach Beendigung der Werftarbeiten stellte die Kriegsmarine das Boot unter dem Namen Tarantel und mit der taktischen Nummer NB19 bei der Hafenschutzflottille Bergen in Dienst. Am 1. Juni 1944 wurde das Boot mit der neuen Nummer V5519 der an der norwegischen Westküste operierenden 55. Vorpostenflottille zugeteilt, mit der es bis Kriegsende diente. Danach nahm es die norwegische Marine wieder in Besitz, verkaufte es aber schon 1946 zum Abwracken.